# DIS.
『DIS.』（ディス）は、1983年10月21日に発売されたルースターズの4枚目のアルバムである。

## 概要
作成中の1983年6月に下山淳（ギター）、安藤広一（キーボード）が加入。また、ドラムスの池畑潤二が脱退し、代わって灘友正幸が加入。その結果、このアルバムには大江慎也（ボーカル、ギター）、花田裕之（ギター）、井上富雄（ベース）を加え、7名が関わっている。なお、ジャケットには大江、花田、井上の3人しか写っていない。
音楽的にはニュー・ウェイヴ色が強まり、初期のビート・バンドからの変化が如実に表れている。
1987年の初CD化の際には、『DIS.+GOOD DREAMS』として次作（5枚目）の『GOOD DREAMS』とのカップリングの形でリリースされた。ただし、『DIS.』は全曲が収録されたものの、『GOOD DREAMS』からは全8曲中の4曲しか収録されていない。
2000年には、デビュー20周年を記念して、3,000枚限定の紙ジャケット仕様再発盤が発売されている。この再発盤は、リマスタリングが施され、ボーナス・トラック4曲が収録されている。なお、2003年にも紙ジャケットで再発されているが、この盤にはボーナス・トラックは収録されていない。

## 曲目
1. She Broke My Heart's Edge（作詞：大江慎也、作曲：花田裕之）
2. I'm Swayin' In The Air（作詞・作曲：大江慎也）
3. She Made Me Cry（作詞：大江慎也、M. Alexander、作曲：大江慎也）
4. Desire（作詞・作曲：大江慎也）
5. Sad Song（作詞・作曲：大江慎也）
6. 風の中に消えた（作詞：柴山俊之、作曲：花田裕之）
7. 夜に濡れたい（作詞：柴山俊之、作曲：井上富雄）
8. Je Suis Le Vent（作詞：ヒロ・スグル、M. Alexander、作曲：花田裕之、下山淳）
9. SAD SONG（ウィンター・ヴァージョン）（作詞・作曲：大江慎也）
10. HEART'S EDGE（リミックス・ヴァージョン）（作詞：大江慎也、作曲：花田裕之）
11. 撃沈魚雷（作詞：大江慎也、作曲：ザ・ルースターズ）
12. バリウム・ピルス（作詞：大江慎也、作曲：ザ・ルースターズ）

9曲目以降は、2000年の再発盤収録のボーナス・トラック。